# Somaliwood
Somaliwood est une appellation non officielle désignant l'industrie du cinéma somalienne qui a pris de l'ampleur à Columbus, Ohio, où réside une importante communauté somalienne,,. Inspiré par le concept de Bollywood, ce nom est une combinaison des termes Somali et Hollywood, en référence au cœur de l'industrie cinématographique américaine.

## Aperçu
"Columbus est comme le Hollywood de la Somalie maintenant parce que le plus grand studio de production est ici, et c'est nous [...] Donc tous les acteurs somaliens célèbres sont ici à Columbus."

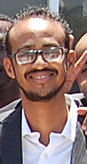
Le cinéaste Abdisalam Aato, leader du mouvement Somaliwood.

Les premières projections publiques de films en Somalie consistaient en des actualités italiennes relatant les événements importants de l'époque coloniale dans le Somaliland italien. Les premiers longs métrages et festivals cinématographiques somaliens ont émergé dans les années 1960, peu après l'indépendance. L'essor de la scène cinématographique locale a été favorisé par la création de l'organisme de régulation de la Somali Film Agency (SFA) en 1975. Les comédies musicales populaires appelées Riwaayado ont dominé l'industrie cinématographique somalienne dans les années 1970 et au début des années 1980. Par la suite, des films épiques, des films historiques et des coproductions internationales ont été facilités par l'avènement de la technologie vidéo et des réseaux de télévision nationaux.
Pendant les années 1990 et 2000, une nouvelle tendance de films axés sur le divertissement a émergé dans la communauté somalienne à l'étranger. Connue sous le nom de Somaliwood, cette nouvelle vague cinématographique a apporté une nouvelle énergie à l'industrie locale en introduisant des histoires, des techniques de production et des stratégies publicitaires novatrices. Cela inclut le marketing cross-média, avec des bandes sonores de films mettant en avant des artistes musicaux somaliens renommés. Les films populaires de Somaliwood comprennent le thriller slasher Xaaskayga Araweelo en somalien, la comédie d'action Rajo et Warmooge, ainsi que le premier film d'animation somalien. Les jeunes réalisateurs Abdisalam Aato d'Olol Films et Abdi Malik Isak sont à la pointe de cette évolution silencieuse. En 2010, le réalisateur somalien Mo Ali a également sorti Shank (en), son premier long métrage se déroulant dans un Londres futuriste.